# Fluorure d'osmium(IV)
Le fluorure d'osmium(IV) est un composé chimique de formule OsF4. Il s'agit d'un solide jaune qui réagit avec l'eau. Il a probablement une structure polymérique et est isomorphe avec les tétrafluorures MF4, où M = Pd, Ir, Pt, Rh.
Il peut être obtenu en faisant réagir de l'hexafluorure d'osmium OsF6 avec de l'hexacarbonyle de tungstène W(CO)6. La préparation par fluoration incomplète de l'osmium ou par réduction de solutions de fluorure d'osmium(V) OsF5 est également possible.
Il est possible d'obtenir de l'OsF4 très pur en faisant réagir des composés de l'anion [OsF6]2− avec du pentafluorure d'arsenic AsF5 dans du fluorure d'hydrogène HF.